# Тихонов, Виктор Васильевич

Автограф

Ви́ктор Васи́льевич Ти́хонов (4 июня 1930, Москва — 24 ноября 2014, Москва) — советский хоккеист и хоккейный тренер. В качестве главного тренера трижды приводил сборную СССР и Объединённую команду к титулу олимпийского чемпиона (1984, 1988, 1992) и восемь раз — к титулу чемпиона мира, а московский ЦСКА — 12 раз к званию чемпиона СССР. Заслуженный тренер СССР (1978). Заслуженный работник физической культуры Российской Федерации (1993). Мастер спорта СССР, полковник в отставке.

## Деятельность
Вышел из дворового футбола и хоккея. Рос в Москве.
В 1942 году Виктор начал работать слесарем в автобусном парке. В 1943 году возобновил учёбу в школе, после окончания которой поступил в школу торгового ученичества. В 1948 году призван в армию, где его приняли в хоккейную команду ВВС МВО.
В 1949—1953 выступал на позиции защитника за ВВС МВО, в 1953—1963 — «Динамо» (Москва), четырежды становился чемпионом СССР. В 1950 году присвоено звание мастера спорта. В чемпионатах СССР провел 296 матчей, забил 35 шайб.
После окончания активных выступлений Тихонов работал инструктором по спорту Военно-воздушных сил Московского военного округа. С 1962 на тренерской работе: в 1962—1965 гг. тренер детской школы «Динамо» (Москва), с 1965 по 1968 гг. второй тренер в московском «Динамо» (помощник Аркадия Чернышёва).
Самостоятельную тренерскую работу начал в 1968 году в рижском «Динамо». Вместе с рижанами Тихонов прошёл путь от команды второй лиги до четвёртого места в чемпионате СССР 1977 года (повторение самого большого на тот момент достижения команды 1948 года).
По окончании сезона 1976/77 Тихонова начали активно звать на работу в ЦСКА. Некоторое время он отказывался, считая, что не может занять место Константина Локтева, выигравшего с командой чемпионат. Однако после бесед с Юрием Андроповым Тихонов принял армейский клуб. Немного ранее Тихонов возглавил сборную СССР по хоккею с шайбой. Руководил ЦСКА с 1977 по 1996 и с 2002 по 2004 года. С 1996 под 2002 года, во время раскола армейского клуба, работал главным тренером клуба «ХК ЦСКА»/ХК «Москва» (Москва).
За полтора десятилетия ЦСКА под руководством Тихонова 12 раз становился чемпионом страны (а один раз — в сезоне 1983/84 годов он даже установил рекорд чемпионатов, потеряв всего два очка в 44 матчах), 13 раз выиграл Кубок европейских чемпионов, дважды выигрывал Кубок СССР. В это время известными на весь мир хоккеистами стали игроки ЦСКА Вячеслав Фетисов, Алексей Касатонов, Владимир Крутов, Игорь Ларионов, Сергей Макаров, Вячеслав Быков, Андрей Хомутов, Валерий Каменский, Сергей Фёдоров, Александр Могильный, Павел Буре, Владимир Константинов.
В 1977 году Виктор Тихонов возглавил и сборную СССР, которая стала регулярно выигрывать чемпионаты мира — в 1978, 1979, 1981, 1982, 1983, 1986, 1989, 1990 годах, чемпионаты Европы — в 1978—1979, 1981—1983, 1985—1987, 1989, 1991 годах. Под руководством Тихонова сборная трижды побеждала на Олимпийских играх — в 1984, 1988 и 1992 году. Тихонов был главным тренером и на Олимпиаде 1980 года, когда сборная СССР неожиданно проиграла в финальном групповом турнире сборной США. Под его руководством в 1981 году сборная выиграла Кубок Канады.
В 1994 году сборная России, возглавляемая Тихоновым, впервые в истории отечественного хоккея осталась без олимпийских наград. После этого Тихонов покинул пост главного тренера сборной, но остался тренером ЦСКА. Летом 2003 года, после того, как у сборной сменилось несколько тренеров, безуспешно пытавшихся вывести её из кризиса, 73-летний Тихонов вновь получил предложение возглавить сборную России. Однако после неудачного выступления на чемпионате мира 2004 года Виктор Тихонов оставил этот пост.
Участник избирательного блока Тихонов—Туполев—Тихонов на выборах в Госдуму в 1995 году. Блок набрал 0,15 % и в Думу не прошел.
Скончался 24 ноября 2014 года на 85-м году жизни после продолжительной болезни. Причиной смерти Виктора Тихонова стала остановка сердца.
Похоронен с воинскими почестями 27 ноября на Ваганьковском кладбище (центральная аллея, участок № 2), неподалёку от церкви святого апостола Андрея Первозванного, в той же части, где находятся могилы Анатолия Тарасова и Константина Бескова. Ранее на том же кладбище был похоронен его сын (уч. 43).
Прощание с тренером в Ледовом спортивном комплексе ЦСКА на Ленинградском проспекте посетили более 10 тысяч человек.

## Семья
Отец Василий Прохорович Тихонов (1906—1942) — работник секретного военного завода, ополченец в годы Великой Отечественной войны, погиб под Малгобеком в 1942. Виктора и его родного брата вырастила одна мать, Анна Ивановна (1909—1984), которая работала в кузнечном цехе.
Был женат с 1953 года. Жена Татьяна Васильевна (1933 г. р.), юрист по образованию.
Сын Василий (1958—2013) — хоккейный тренер, работал в Финляндии, жил в России, до конца сезона 2010—2011 работал старшим тренером в ХК «Авангард» Омская область.
Внук Виктор (1988 г. р.) хоккеист, нападающий. Чемпион мира 2014 года и лучший бомбардир турнира.

## Достижения
В качестве игрока:
- чемпион СССР 1951—1954 годов (трижды в составе ВВС и один — «Динамо» Москва)
- второй призёр 1959, 1960, 1962 и 1963 годов
- третий призёр 1955—1958 годов
- обладатель Кубка СССР 1952 года

В качестве тренера:
- Чемпион Олимпийских игр, 1984, 1988, 1992
- Обладатель серебряных медалей Олимпийских игр, 1980
- Чемпион мира, 1978, 1979, 1981, 1982, 1983, 1986, 1989, 1990
- Чемпион СССР, 1978-89
- Обладатель Кубка СССР, 1979 и 1988
- 13-кратный обладатель Кубка европейских чемпионов, 1978-90
- Обладатель Кубка Вызова 1979
- Обладатель Кубка Канады 1981
- Победитель Рандеву-1987 Канада

## Награды

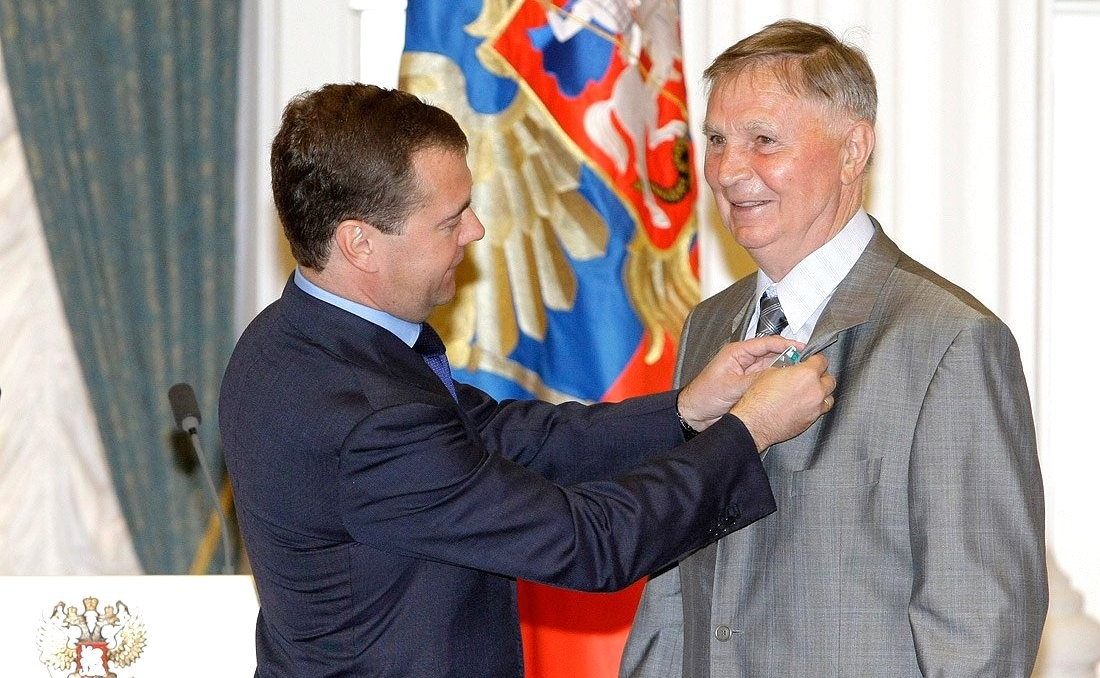
Президент России Дмитрий Медведев вручает Виктору Тихонову орден Дружбы. 26 июля 2010 года

- Орден Ленина (14 января 1983 года) — за высокие спортивные достижения на чемпионатах мира и Европы[14]
- Орден Октябрьской Революции (15 июня 1988 года) — за высокие спортивные достижения на XV зимних Олимпийских играх[15]
- Орден Трудового Красного Знамени (7 июля 1978 года) — за высокие спортивные достижения на чемпионате мира и Европы 1978 года по хоккею[16]
- Орден Дружбы народов (22 мая 1981) — за большой вклад в развитие советского хоккея и успешное выступление на чемпионате мира и Европы 1981 года по хоккею[17]
- Орден «За заслуги перед Отечеством» III степени (20 декабря 1996) — за заслуги перед государством и выдающийся вклад в развитие отечественного хоккея[18].
- Орден Почёта (3 июня 2000) — за большой вклад в развитие отечественного хоккея[19].
- Орден Дружбы (3 июня 2010) — за большой вклад в развитие отечественного спорта[20].
- Медаль «За боевые заслуги»[21].
- Заслуженный работник физической культуры Российской Федерации (28 апреля 1993) — за заслуги в развитии физической культуры и спорта и многолетнюю работу в Центральном спортивном клубе армии[22]
- одним из первых в стране удостоен медали «За воинскую доблесть» I степени, учрежденной министром обороны России.
- кавалер Олимпийского ордена
- Почётная грамота Правительства Российской Федерации (4 июня 2010) — за большой вклад в развитие отечественного спорта[23].

## Память

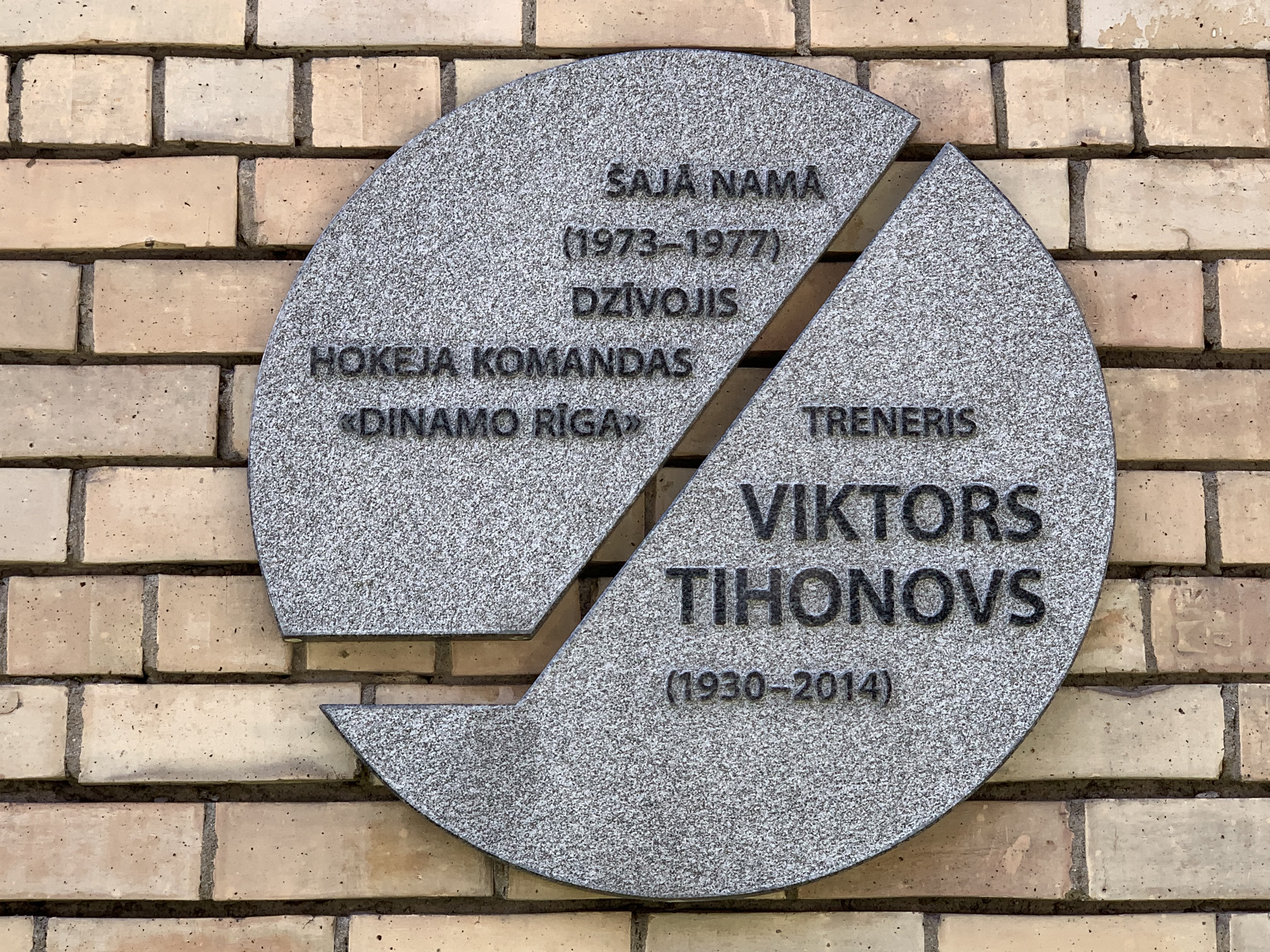
Памятная доска на доме, в котором Виктор Тихонов жил и работал с 1973 по 1977 год. Рига.

В 1998 году введен в Зал славы ИИХФ.
Имя Виктора Тихонова занесено в музей Олимпийской славы в Лозанне.
В связи с 70-летием Тихонова Федерация космонавтики России наградила его медалью имени первого в истории космонавта Юрия Гагарина.
4 апреля 2015 года в честь Виктора Тихонова астероиду, открытому 24 октября 1982 года Л. В. Журавлёвой в Научном, присвоено наименование «46539 Viktortikhonov».
12 апреля 2016 года открыта мемориальная доска на доме в Риге, на ул. Базницас, 41/43, где Виктор Васильевич жил с семьёй с 1973 по 1977 год, когда работал главным тренером рижского «Динамо». Доска установлена по инициативе Латвийской федерации хоккея (Latvijas Hokeja federācija) и Рижской думы. Её автор — архитектор Андрей Гелзис.
24 ноября 2024 года на фасаде дома 39 по Большой Грузинской улице в Москве, где Тихонов проживал с 1984 по 2014 годы, была установлена мемориальная доска.
С 2015 года имя «Виктор Тихонов» носит буксир Северного флота ВМФ России.

## В кинематографе
- 2007 — «Валерий Харламов. Дополнительное время». Режиссёр Юрий Стааль (Королёв), в роли Виктора Тихонова — Владимир Кузнецов
- 2014 — «Слава». Режиссёр Антон Азаров, в роли Виктора Тихонова — Владимир Литвинов